# Dondukóvskaia
Dondukóvskaia (en rus Дондуковская) és una stanitsa de la República d'Adiguèsia, a Rússia. Es troba a la vora del riu Fars, un afluent del Labà, a 25 km a l'est de Guiaguínskaia i a 35 km al nord de Maikop. Pertanyen a aquest municipi el poble de Smoltxev-Malinovski i els khútors de Volno-Vessioli i Netxàievski.
Fou fundada el 1889. El nom prové del cognom del general Aleksandr Dondukov-Korsàkov, que encapçalà les tropes durant la Guerra del Caucas, quan va néixer l'stanitsa. Fins al 1920 va pertànyer a l'otdel de Maikop, a la província del Kuban.